# 덱스트업로드
덱스트업로드(DEXTUpload)는 웹브라우저로부터 웹 서버의 파일 업로드 기능을 지원하는 HTTP프로토콜 기반의 서버 측 컴포넌트(Component)로, 윈도우 플랫폼에서 IIS와 Java 플랫폼 에서 호스팅되는 모든 웹 사이트에서 사용할 수 있다.

## 개요
덱스트업로드는 웹 브라우저로부터 웹서버로의 파일 업로드 기능을 지원하는 HTTP프로토콜 기반의 서버 측 컴포넌트로, 윈도우 플랫폼에서 IIS(Internet Information Server)과 Java 플랫폼을 기반으로 하는 서블릿(Servlet), JSP(Java Server Page) 환경에서 호스팅되는 모든 웹사이트에 적용 할 수 있다. 

## 구성

### 서버용 업로드 컴포넌트
- 서버용 업로드 컴포넌트 : 안정적인 업로드 기능을 지원하며, 부가적으로 다양한 이미지 프로세싱 처리를 지원한다.

DEXTUploadNJ - java 컴포넌트로 Servlet 엔진이 지원되는 JSP 프로젝트에서 사용된다.
DEXTUpload Professional - ASP 컴포넌트(ATL COM)로 IIS기반의 ASP 프로젝트에서 사용된다.
DEXTUpload.NET Professional - 어셈블리로 IIS기반의 ASP.NET 프로젝트에서 사용된다.

### 클라이언트용 업로드 컴포넌트
- 클라이언트용 업로드 컴포넌트 : 서버용 업로드 컴포넌트에서 구현이 어려운 기능과 사용자에게 편리한 다양한 인터페이스를 제공한다.

DEXTUploadX5 : 순수 웹기술(HTML5, SVG) 만을 사용한 멀티 모듈과 ActiveX 기술을 이용하여 Cross-Browser를 지원 한다

### HTML5(Non-ActivieX) 대용량 업로드 컴포넌트
- 서버용 업로드 컴포넌트와 HTML5 업로드 컴포넌트를 조합하여 별도의 Active-X설치 없이도 대용량업로드, 다중업로드, Drag & Drop 등의 기능을 자유롭게 사용 가능 합니다.
- 서버 컴포넌트와 DEXTUpload X5 조합으로는 무제한 대용량업로드 구현이 가능하다.

DEXTUpload Pro + DEXTUpload X5 : Windows/IIS 환경의 ASP 프로젝트에서 사용한다.
DEXTUpload.NET Pro + DEXTUpload X5 : Windows/IIS 환경의 ASP.NET 프로젝트에서 사용한다.
DEXTUploadNJ + DEXTUpload X5 : Java 환경 프로젝트에서 사용한다 (Servlet, JSP).

## 주요기능

### 업로드 파일 지원
- 대용량 파일 업로드가 가능하다.
- ATL 기술과 최적의 파싱 알고리즘 적용으로 빠른 업로드 속도 및 낮은 시스템 리소스를 사용할 수 있다.
- 다중 파일의 업로드 시 에러가 발생한 경우 전체 작업을 취소하고 트랜잭션 처리 지원한다.
- 업로드 된 파일에 대해 덮어쓰기, 새 이름으로 저장, 폴더 자동 생성 기능을 지원한다.
- 업로드 가능한 파일 필터링 기능,  개별/전체 용량 제한 설정 기능 지원 [NJ]
- 다양한 폼 데이터와 함께 파일 업로드를 지원한다.
- 용량 제한, 업로드 Timeout 설정 기능을 지원한다.
- 필터링된 파일의 유연한 처리 지원 [NJ]
- 유니코드로 된 폼 데이터 및 파일명의 완벽한 처리를 지원한다.
- Spring Web MVC Framework 환경에서 파일 업로드 전용 Resolver 클래스 제공 [NJ]

### 파일 다운로드 지원
- 동시 다운로드 접속이 많은 파일들을 캐싱하여 웹 서버상에서 파일 IO 작업 및 리소스 사용을 최소화한다.
- 파일 다운로드 시 브라우저에서 바로 열리지 않고 항상 다운로드할 수 있도록 설정 가능하다.
- v4.X 부터 IIS 설정 부분의 '청크 분할 사용' 설정에 대하여 수정 없이 사용 가능하다.
- Partial Content Download 기본 지원
- Range 헤더 만을 사용한 Partial Content Download 지원 [NJ]
- Spring Web MVC Framework 환경에서 파일 다운로드 전용 View 클래스 제공 [NJ]

### 이미지 프로세싱 지원
- 업로드된 이미지 파일에 워터마킹 처리를 하여 이미지 파일을 저작권 표시 등 필요에 따라 이미지 또는 문자열을 표시한다.
- 업로드된 이미지 파일을 썸네일 처리하여 이미지 파일을 원하는 크기에 맞게 보여 준다.
- 다양한 파일 포맷 변환기능을 지원한다.(BMP, JPG, GIF, TIFF, PNG 포맷으로 변환지원)
- 디지털 카메라 이미지 파일에 대한 자세한 정보를 제공한다.
- JPG 이미지의 경우 EXIF 데이터 지원

## 참고자료
덱스트솔루션